# 강승식 (컴퓨터 과학자)
강승식(姜承植, Kang Seung-Shik, 1964년 ~ )은 대한민국의 컴퓨터 과학자이다. 그는 일찍이 한국어 형태소분석기를 개발하여 한국어 자연어처리(NLP) 분야의 발전에 큰 기여를 하였다. HAM으로 명명된 한국어 형태소 분석기는 네이버의 초기 검색엔진에서 핵심모듈의 기능을 수행했다. 강승식은 서울대학교 공과대학 컴퓨터공학과를 졸업하고 서울대학교 대학원에서 석사학위와 박사학위를 취득하였다. 현재는 국민대학교 소프트웨어학부 정교수로 학생들을 지도하고 다양한 국책과제를 수행중이다. 2013년부터 2016년까지 한국정보과학회 부회장을 역임했으며 2021년부터 한국언어학회 부회장직을 맡고 있다. 강승식의 저서로 『한국어 형태소 분석과 정보검색』, 『컴파일러와 오토마타』 등이 있다. 그는 또한 형태소 분석, 기계학습 및 딥러닝을 주제로 유튜버 활동을 활발하게 하고 있다.

## 학력
- 1986년에 서울대학교 컴퓨터공학과를 졸업하고, 1988년에 서울대학교 대학원에서 석사학위를 취득하였다.
- 1992년에 서울대학교 대학원에서 박사학위를 취득하였다. (박사학위 논문: 『음절정보와 복수어 단위정보를 이용한 한국어 형태소 분석 』)

## 경력
- 2001-현재 국민대학교 소프트웨어학부 교수
- 1994-2000 한성대학교 전산정보학부 부교수
- 2021-현재 한국언어학회 부회장
- 2013-2016 한국정보과학회 부회장
- 2013  한국정보과학회 언어공학연구회장
- 2011  한국인지과학회 총무이사

## 저서
- 2012. 컴파일러와 오토마타, 국민대학교 출판사.
- 2002. 한국어 형태소 분석과 정보검색. 홍릉과학.
- 2001. 실용 정보처리론, 생능출판사. (공저)
- 1994. 자연 언어 처리, 교학사. (공저)

## 논문
- 2019a. Word Embedding Method of SMS Messages for Spam Message Filtering, 2019 IEEE International Conference on Big Data and Smart Computing (BigComp), pp.652-655. (공저)
- 2019b. Korean Dependency Parsing with Proper Noun Encoding, Proceeding of 4th International Conference on Intelligent Information Technology, pp.88-92. (공저)
- 2019c. Korean Song-lyrics Generation by Deep Learning, Proceeding of 4th International Conference on Intelligent Information Technology, pp.93-97. (공저)
- 2019d. 종단 간 심층 신경망을 이용한 한국어 문장 자동 띄어쓰기, 정보처리학회논문지, vol.8, no.11, pp.441-448. (공저)
- 2019e. 미등록 어휘에 대한 선택적 복사를 적용한 문서 자동요약, 스마트미디어저널, vol.8, no.2, pp.58-65. (공저)
- 2019f. 음절 단위 임베딩과 딥러닝 기법을 이용한 복합명사 분해", 스마트미디어저널, vol.8, no.2, pp.74-79. (공저)
- 2019g. 언어자원 구축과 단어 임베딩 기법을 이용한 딥러닝 기반의 자연어 분석 및 생성, 정보처리학회지, vol.26, no.2. (공저)*
- 2016a 시각 장애인의 입력 편의성 향상을 위한 손가락 터치 기반의 한글 입력 인터페이스 정보과학회논문지: 소프트웨어 및 응용. (공저)
- 2016b 조건부 랜덤 필드를 이용한 특허 문서의 개체명 인식 정보처리학회논문지 A,B,C,D. (공저)
- 2016c 학생 답안 분석과 정답 템플릿 생성에 의한 한국어 서답형 문항의 자동채점 시스템 정보과학회논문지: 컴퓨팅의 실제 및 레터. (공저
- 2015a. Word Similarity Calculation by Edit Distance Metric with Consonant Normalization Journal of Information Processing Systems.(공저)
- 2015b. 표절 원본 문서 추출 및 표절 위치 탐색 기법, 국회도서관, vol.427, pp.12-19. (공저)
- 2014. 스팸 문자 필터링을 위한 변형된 한글 SMS 문장의 정규화 기법 정보처리학회논문지 A,B,C,D. (공저)
- 2013. 정답 템플릿 작성 방식에 의한 한국어 서답형 자동채점 시스템 정보과학회논문지 : 컴퓨팅의 실제 및 레터. (공저)

## 특허
- 2016a. 서답형 답안 채점 방법, 그를 위한 컴퓨터 프로그램과 기록매체 (등록).
- 2016b. 앙상블 기계학습 방법을 이용한 서답형 답안 채점 방법 및 그를 위한 컴퓨터 프로그램. (등록)
- 2016c. 유사문서 검색 및 표절검사 소프트웨어. (등록)
- 2016d. 대용량 가변길이 데이터에 대한 소팅 및 빈도계산 소프트웨어. (등록)
- 1996. 한국어 형태소 분석 및 자동색인 소프트웨어. (소프트웨어 등록)